# 聖戰魔咒
《聖戰魔咒》（又译作）是由法國遊戲廠商Kylotonn所開發的動作冒險遊戲，有家用個人電腦的Windows（Win）版本，以及家用電子遊戲機的Xbox 360（XB360）和PlayStation 3（PS3）版本。
在歐洲由dtp entertainment遊戲廠商於2011年10月11日發售Win、XB360、PS3版本；在北美由ATLUS遊戲廠商於2011年10月25日發售Win、XB360、PS3版本；在日本由育碧軟體遊戲廠商於2012年2月9日只發售PS3版本。

## 外部連結
- 《聖戰魔咒》美式英語、英式英語、德語、西班牙語、義大利語、法語、俄語官方網站
- 《聖戰魔咒》日語官方網站 （页面存档备份，存于）